# Chaetonotus slackiae
Chaetonotus slackiae is een buikharige uit de familie Chaetonotidae. De wetenschappelijke naam van de soort werd in 1864 voor het eerst geldig gepubliceerd door Gosse. 